# Angelika Cichocka
Angelika Cichocka (15. března 1988 Kartuzy) je polská běžkyně, specializující se na střední a dlouhé tratě, mistryně Evropy v běhu na 1500 metrů z roku 2016.

## Sportovní kariéra
Jejím prvním mezinárodním startem byl evropský šampionát v roce 2010 (bez úspěchu), o dva roky později startovala na halovém světovém šampionátu v běhu na 800 metrů, kde doběhla sedmá. V roce 2014 získala stříbrnou medaili v této disciplíně na halovém mistrovství světa. Další stříbrnou medaili vybojovala v běhu na 1500 metrů na halovém mistrovství Evropy v Praze v březnu 2015. Jejím největším úspěchem se stal titul mistryně Evropy v běhu na 1500 metrů v Amsterdamu v červenci 2016.

## Osobní rekordy
- 800 metrů – 1:58,97 (2015)
- 1500 metrů – 4:03,06 (2015)